# Mati Lepp
Mati Lepp, född 26 juli 1947 i Brännkyrka församling i Stockholm, är en svensk illustratör. 
Efter studentexamen gick han Konstfackskolans linje för reklam och bokhantverk mellan 1967 och 1972. 1975 började han som layoutare på Tidningen Vi. Han har bland annat arbetat med Billy-böckerna tillsammans med Birgitta Stenberg och Viggo-böckerna med Birgitta Westin. Georg Johansson, Ulf Stark och P C Jersild är andra författare som Mati Lepp samarbetat med.  Sin första bok, Eriks kanin, illustrerade Lepp 1986.

## Utmärkelser och priser
- Elsa Beskow-plaketten 1998[2]
- Carl von Linné-plaketten 2005